# مارتین، میشیگان
مارتین (به انگلیسی: Martin Township) یک منطقهٔ مسکونی در ایالات متحده آمریکا است که در شهرستان آلگان، میشیگان واقع شده‌است.
 مارتین ۹۳٫۲ کیلومتر مربع مساحت و ۲٬۶۲۹ نفر جمعیت دارد و ۲۳۶ متر بالاتر از سطح دریا واقع شده‌است.